# Tiếng Cám

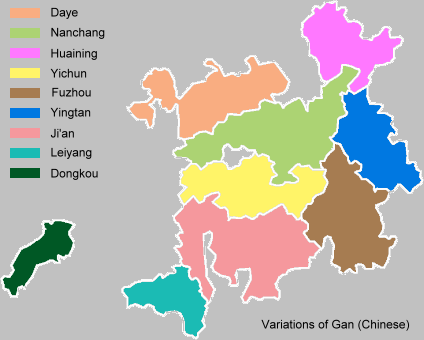
Sự phân bố tiếng Cám

Tiếng Cám hay Cám ngữ (赣语/贛語 Gan huà) còn gọi là Giang Tây thoại (江西话, Jiāngxī huà; Gan: Kongsi ua) là một trong những nhóm chính của văn nói Trung Quốc, một thành viên của hệ ngôn ngữ Hán-Tạng.
Có khoảng 48 triệu người nói tiếng Cám. Những người nói tiếng Cám sống tập trung ở tỉnh Giang Tây cũng như Tây Bắc Phúc Kiến và một vài nơi ở An Huy và Hồ Bắc ở Trung Hoa Đại lục.
Tiếng Cám có các phương ngữ tiêu biểu như phương ngữ Nam Xương. Tên gọi "Cám" xuất phát từ tên rút ngắn của tỉnh Giang Tây (nơi sông Cám chảy qua).
Thời Tần, nhiều quân lính phương Bắc di chuyển xuống phía Nam khi chinh phạt các nước Bách Việt. Một lượng lớn người Hán đến định cư ở Giang Tây.